# Énekes Vilmos
Énekes Vilmos (Budapest, 1915. február 28. – 1990. december 7.) ökölvívó Európa-bajnok, Énekes István ökölvívó öccse. 1934 és 1938 között szerepelt a magyar válogatottban. Polgári foglalkozása mérlegkészítő volt.

## Sporteredményei
- Európa-bajnok: 1937, Milánó, pehelysúly